# Józef Lisowski (ksiądz)
Józef Lisowski (ur. 17 kwietnia 1954 r. w Strzegomiu) – polski duchowny katolicki, doktor prawa kanonicznego, Prałat Domowy Jego Świętobliwości, Kanclerz Legnickiej Kurii Biskupiej, Dziekan Kapituły Katedralnej, Prepozyt Kapituły Krzeszowskiej, członek Rady Kapłańskiej, wykładowca akademicki.

## Życiorys
Urodził się 17 kwietnia 1954 r. w Strzegomiu jako syn Stanisława i Heleny z domu Kruszak. Po ukończeniu Szkoły Podstawowej w Kwaśniowie Dolnym kształcił się od 1969 r. w Liceum Ogólnokształcącym w Olkuszu, gdzie w 1973 r. otrzymał świadectwo maturalne. W 1973 r. wstąpił do Wyższego Seminarium Duchownego we Wrocławiu. Sakrament święceń otrzymał 19 maja 1979 r. z rąk kard. Henryka Gulbinowicza w Katedrze wrocławskiej. Jako neoprezbiter został skierowany do parafii św. Józefa w Świdnicy. W latach 1982–1985 odbył studia specjalistyczne na Wydziale Prawa Kanonicznego na Katolickim Uniwersytecie Lubelskim. W latach 1985–1986 kontynuował studia w Rzymie. Uzyskał doktorat na podstawie pracy Pojęcie męczeństwa według praktyki Kongregacji do Spraw Kanonizacyjnych, której promotorem był ks. prof. Henryk Misztal. W 1987 r. został mianowany prefektem Wyższego Seminarium Duchownego we Wrocławiu. W latach 1989–1992 kontynuował studia specjalistyczne z zakresu prawa kanonicznego w Rzymie. Odbył studia rotalne w Rocie Rzymskiej. Po utworzeniu diecezji legnickiej w 1992 r. został mianowany pierwszym Kanclerzem Kurii Diecezjanej w Legnicy.

## Publikacje
- Współudział w sakramencie Eucharystii z chrześcijanami akatolikami w uchwałach Soboru Watykańskiego II i prawodawstwie posoborowym, Wrocław 1979.
- Koncepcja męczeństwa w praktyce Kongregacji Spraw Kanonizacyjnych, Wrocław - Rzym 1992.
- Vox Pastoris : dokumenty pastoralne 1992-2002 pierwszego biskupa legnickiego Tadeusza Rybaka, red., Legnica 2003.